# Albert Andréé
Albert Andreé (1806 Spechtshausen u Tharandtu – 3. října 1883 Vítkovice) představitel německé technické inteligence působící na Ostravsku, důlní rada a od roku 1870 starosta Vítkovic.

## Život
Po ukončení studia na gymnáziu v roce 1822 nastoupil na horní školu, poté studoval na Báňské akademii ve Freibergu obory hornictví a hutnictví. Po ukončení studií nastoupil místo horního asistenta v rudných dolech Karla Josefa knížete Salma (1750–1838), odtud byl přeložen na uhelné doly na oslavansku, kde vykonával nejdříve funkci šichtmistra a pak provozního ředitele. V roce 1836 nastoupil jako správce uhelných dolů Salomona Rothschilda (1774–1855) v Polské Ostravě a zanedlouho vykonával funkci ředitele všech uhelných dolů řízených společností Vítkovické horní a hutní těžířstvo. V roce 1841 absolvoval zkoušky u horního soudu v Kutné Hoře a stal se substitutem horního soudu pro panství Doubrava a Orlová a autorizovaným soudním báňským znalcem pro Ostravsko-karvinský revír. V roce 1869 nastoupil ve funkci inspektora důlních podniků Johanna hraběte Larisch-Mönnicha (1821–1884).
V době, kdy byl ředitelem dolů S. M. Rothischilda, založil doly Jindřich, Terezie a Vizina v Polské Ostravě na Jaklovci, Důl č. I (Hrušovský důl) včetně jam č. I a č. II, dědičnou štolu Barbora v Hrušově, doly Anselm v Petřkovicích, Karolinu a Hlubinu v Moravské Ostravě, doly Mühsam a Schwabe v Orlové, Eleonoru a Versuch v Doubravě. Podílel se na přípravě nového rakouského horního zákona (1854). Byl výborným organizátorem, průkopníkem novátorských způsobů práce a autor mnoha odborných publikací. V době, kdy byl starostou ve Vítkovicích, došlo v roce 1872 během sobotní výplaty (16. března) k nepokojům zaměstnanců dolu Hlubina, které přešly ve stávku horníků a vítkovických hutníků.
Byl členem Rakouského ústavního spolku pro Moravskou Ostravu a okolí (Oesterreichischer Verfassungsverein für Mähr. Ostrau und Umgebung), založeného v roce 1870.
Za celoživotní dílo mu byl udělen Řád Františka Josefa III. třídy.